# Шмаков, Александр Андреевич
Алекса́ндр Андре́евич Шма́ков (9 (22) июня 1909, Боготол — 26 января 1989, Челябинск) — русский советский прозаик, литературовед и краевед.
Член Союза писателей СССР (1949), член Союза журналистов СССР (1957). Член КПСС (1938).

## Биография
Учился в Литературном институте им. А. М. Горького (1935—1939), одновременно работая заместителем редактора газеты «Красный текстильщик» (1935—1938), затем инструктором по печати Бауманского райкома КПСС (1938—1939).
Начал публиковаться с 1930 года. Автор около 30 книг. Первая книга — «Рассказы о матери и сыне» (1941). Наиболее значительное произведения — исторический роман «Петербургский изгнанник», посвящённый сибирской ссылке А. Н. Радищева. Автор романа «Гарнизон в тайге» (1959), повествующего о службе в армии в 1930-е годы, исторической повести «Азиат» (1984) — о делегате второго съезда партии Г. М. Мишиневе. В 1951—1965 годах — корреспондент газеты «Правда» в Челябинской и Курганской областях.
Александр Андреевич уделял внимание и сохранению памяти о своих земляках-писателях, в частности, написал несколько заметок памяти В. Т. Юрезанского [1888-1957] — советского поэта, журналиста и писателя, родившегося на Южном Урале.
Умер в 1989 году. Похоронен на Успенском кладбище Челябинска.
Сын — Андрей Шмаков.

## Награды
- Орден «Знак Почёта» (1969)

## Память
- На доме в Челябинске, где проживал А. А. Шмаков (пр. Ленина, 51), 20 июня 1993 установлена мемориальная доска (скульптор В. А. Авакян, арх. Н. В. Ощепков).
- С 1991 года в Челябинском государственном педагогическом университете по инициативе В. П. Рожкова[1] проводятся ежегодные Шмаковские литературно-краеведческие чтения.
- В марте 2010 года в Челябинске на Краснопольской площадке появилась улица имени Александра Шмакова[2].